# Митиха (переселенческий участок)
Митиха — упразднённая деревня в Канском районе Красноярского края. Располагалась в нескольких километрах к востоку от деревни Тайна на берегу реки Игоранчик (система Кан).

## История
Переселенческий участок Митиха возник в 1896 году.
Заселялся в основном переселенцами из Западной Беларуси (Минская и Могилевская губернии). Располагался в 4-х километрах от деревни Тайна и в 32 км от Канска на речке в «местности гористой, лесной, здоровой». Земельное обеспечение 1444,65 десятин удобной земли, 15,55 неудобной земли на 98 душ мужского пола. Расстояние до ближайшей школы 14 верст, до приходской церкви 18 верст, до участковой лечебницы 48 верст, почтовой конторы 23 версты. Рядом были расположены и другие переселенческие поселки с проживающими в них выходцами из Белорусских губерний (Бизурань, Гремучая Падь, Рудяное).
По ходатайству переселенцев участка Митиха Устьянской волости решением Общего Присутствия Енисейского Губернского Управления от 30.05.1909 года было образовано самостоятельное сельское общество под названием Митихинское с 01.07.1909 года. На тот момент было водворено 14 домохозяйств, в которых проживало 71 душ мужского пола. Старостой селения в разное время были Михей Захаров, Андрей Антонов, Евмен Захарченко. В 1911 году участок был полностью заселён и переведен в разряд старожильческого селения.
С открытием в 1914 году Гремуче-Пашинского Троицкого прихода (выделился из Устьянского, Ношинского Канско-Перевозинского приходов) участок Митиха вошел в состав прихода. На 01.01.1911 году в Митиха было 28 дворов и 155 жителей, деревня относилась к Устьянской волости Канского уезда Енисейской губернии. По состоянию на 1916 год в Митиха уже было 36 хозяйств, в которых проживало 257 человек.
В 1987 году решением Канского районного Совета народных депутатов исключил из числа действующих населенных пунктов по Канскому району ряд населенных пунктов в том числе д. Митиха в связи с отсутствием жителей, жилых домов, объектов соцкультбыта, производственных помещений (с 1984 года). Решением Красноярского Краевого Совета народных депутатов № 14 от 27.01.1987 года исключил деревню Митиха Рудянского сельсовета из учетных данных.
По состоянию на декабрь 2024 года на бывшей окраине деревни существует погост.